# Let's Get Free
Let's Get Free to debiutancki album grupy Dead Prez.

## Lista utworów
| #     | Tytuł                      | Długość   | Autor | Producent             | Wykonawca                                                                               |
| ----- | -------------------------- | --------- | --- | --------------------- | --------------------------------------------------------------------------------------- |
| 1     | "Wolves"                   | 2:16      | C. Gavin, L. Alford, V. Williams, A. Mair                                                                       | dead prez             | Przewodniczący Omali Yeshitela                                                          |
| 2     | "I'm a African"            | 3:19      | C. Gavin, L. Alford, V. Williams, A. Mair                                                                       | Hedrush, dead prez    | Stic.man, M-1 (dodatkowo głos: Indo i Abu)                                              |
| 3     | "They Schools"             | 5:06      | C. Gavin, L. Alford, V. Williams, A. Mair                                                                       | Hedrush, dead prez    | Stic.man, M-1 (głos w refrenie Keanna Henson)                                           |
| 4     | "Hip-Hop"                  | 3:33      | C. Gavin, L. Alford, V. Williams, A. Mair                                                                       | dead prez             | Stic.man, M-1                                                                           |
| 5     | "Police State"             | 3:40      | C. Gavin, L. Alford, V. Williams, A. Mair                                                                       | Hedrush, dead prez    | Stic.man, M-1 (głos otwierający utwór Przewodniczący Omali Yeshitela)                   |
| 6     | "Behind Enemy Lines"       | 3:03      | C. Gavin, L. Alford, V. Williams, A. Mair                                                                       | Hedrush, dead prez    | Stic.man, M-1 (telefony: Ness, Toya i Divine)                                           |
| 7     | "Assassination"            | 2:01      | C. Gavin, L. Alford, L. Dechalus                                                                                | Lord Jamar, dead prez | Stic.man, M-1                                                                           |
| 8     | "Mind Sex"                 | 4:51      | C. Gavin, L. Alford                                                                                             | dead prez             | Stic.man, M-1 (dodatkowo głos: Umi, Becca Smoke i Candy Store; wiersz: Abiodun Oyewole) |
| 9     | "We Want Freedom"          | 4:33      | C. Gavin, L. Alford, V. Williams, A. Mair                                                                       | Hedrush, dead prez    | Stic.man, M-1                                                                           |
| 10    | "Be Healthy"               | 2:34      | C. Gavin, L. Alford, V. Williams, A. Mair                                                                       | Hedrush, dead prez    | Stic.man, M-1 (dodatkowo głos: Prodigy)                                                 |
| 11    | "Discipline"               | 1:37      | C. Gavin, L. Alford                                                                                             | dead prez             | Stic.man, M-1 (telefon: Dedan and Nimrod)                                               |
| 12    | "Psychology"               | 5:56      | C. Gavin, L. Alford, L. Dechalus                                                                                | Lord Jamar, dead prez | Stic.man, M-1 (głos: True Image; wiersz czyta Umi)                                      |
| 13    | "Happiness"                | 3:48      | C. Gavin, L. Alford, L. Dechalus, C. Mayfield, G. Askey, M.J. Blige, S. Combs, J. Claude, P. Oliver, A. Devalle | Lord Jamar, dead prez | Stic.man, M-1                                                                           |
| 14    | "Animal in Man"            | 4:31      | C. Gavin, L. Alford                                                                                             | dead prez             | Stic.man, M-1                                                                           |
| 15    | "You'll Find a Way"        | 3:13      | C. Gavin, L. Alford                                                                                             | dead prez             | *Instrumentalny*                                                                        |
| 16    | "It's Bigger Than Hip-Hop" | 3:55      | C. Gavin, L. Alford, K. West                                                                                    | Kanye West, dead prez | Stic.man, M-1, Tahir                                                                    |
| 17-43 | *silence*                  | 0:04/each | |                       |                                                                                         |
| 44    | "Propaganda"               | 5:14      | C. Gavin, L. Alford, L. Dechalus                                                                                | Lord Jamar, dead prez | Stic.man, M-1 (głos: Becca Smoke Candy Store, na końcu głos: Huey Newton)               |
| 45    | "The Pistol"               | 4:25      | C. Gavin, L. Alford, L. Dechalus                                                                                | Lord Jamar, dead prez | Stic.man, M-1, Maintain                                                                 |

## Single
- "Hip Hop"
- "They Schools"
- "Mind Sex"
- "Police State"
- "It's Bigger Than Hip Hop"